# Mainacht oder Die Ertrunkene
Mainacht oder Die Ertrunkene, auch Eine Mainacht oder Die Ertrunkene und Die Mainacht oder Die Ertrunkene (russisch Майская ночь, или Утопленница, Maiskaja notsch, ili Utoplenniza), ist eine Erzählung des russischen Schriftstellers Nikolai Gogol,  die 1829/1830 entstand und 1831 erschien. Die Geschichte wurde in den ersten Teil der Abende auf dem Weiler bei Dikanka aufgenommen.

## Handlung
Im ukrainischen Dorf N.: Der junge Kosak Lewko, Sohn des Bauernbürgermeisters Jewtuch Makohonenko, und die 17-jährige Kosakentochter Hanna Petrytschenk lieben sich. Lewkos Vater ist gegen die Heirat des Paares.
Hanna, die in einer Hütte wohnt, möchte von Lewko die Geschichte des Herrenhauses am tiefen Teich gegenüber hören. Lewko erzählt widerwillig. Darin lebte ein verwitweter Kosakenrittmeister mit seiner Tochter, einem feinen Fräulein. Der Rittmeister nahm eine zweite Frau. Die Stiefmutter peinigte das Fräulein so sehr, dass es, vom Vater verjagt, sich in jenen tiefen Teich stürzte. Auf dem Grunde fand das Fräulein etliche ertrunkene Mädchen vor, die einander glichen. Eines Nachts zog die Rittmeisterstochter bei Gelegenheit ihre garstige Stiefmutter hinab auf den Grund des Teiches. Die Stiefmutter wusste sich zu helfen; verwandelte sich flugs in eines der sich gleichenden Mädchen und ward bis heute nicht mehr erkennbar.
Lewko muss erleben, wie sich sein verwitweter Vater, ein übler Schürzenjäger, an Hanna heranmacht. Dorfburschen rotten sich gegen den autoritären Bauernbürgermeister zusammen. Lewko wird deren Anführer. Als die vermummten, rußbeschmierten Burschen dem Bürgermeister die Fensterscheibe einwerfen, lässt der Angegriffene den Rädelsführer der Lümmel durch seine Flurwächter einsperren. Aber Lewko kommt frei, begibt sich des Nachts an den tiefen Teich und erblickt im Spiegelbild des Herrenhauses die ertrunkene Rittmeisterstochter. Diese wird immer noch von ihrer nicht erkennbaren Stiefmutter gequält. Lewko hilft der Jungfrau beim Erkennen der Stiefmutter. Als Lohn erhält er von der Erlösten einen Brief an seinen Vater, den Bürgermeister, verfasst von dessen oberstem Vorgesetzten, dem Kaiserlichen Kommissar Kosma Derkatsch-Drischpanowskij. Darin wird dem Bürgermeister unter anderen befohlen, Lewko und Hanna zu verheiraten. Der Befehl wird umgehend ausgeführt.

## Adaptionen

### Oper
- 1880, Mariinski-Theater, Sankt Petersburg: Die Mainacht[1] von Nikolai  Rimski-Korsakow.

### Verfilmung
- 1952 Sowjetunion, Filmstudio Maxim Gorki[2], Moskau: Mainacht – Filmerzählung von Alexander Rou mit Nikolai Alexandrowitsch Dossenko als Lewko und Tatjana Georgijewna Konjuchowa (* 1932) als Hanna.

## Verwendete Ausgabe
- Mainacht oder Die Ertrunkene. Deutsch von Korfiz Holm, S. 153–201 in Johannes von Guenther (Hrsg.): Nikolai Gogol: Gesammelte Werke. Band I. Aufbau-Verlag, Berlin 1952